# Salve Regina

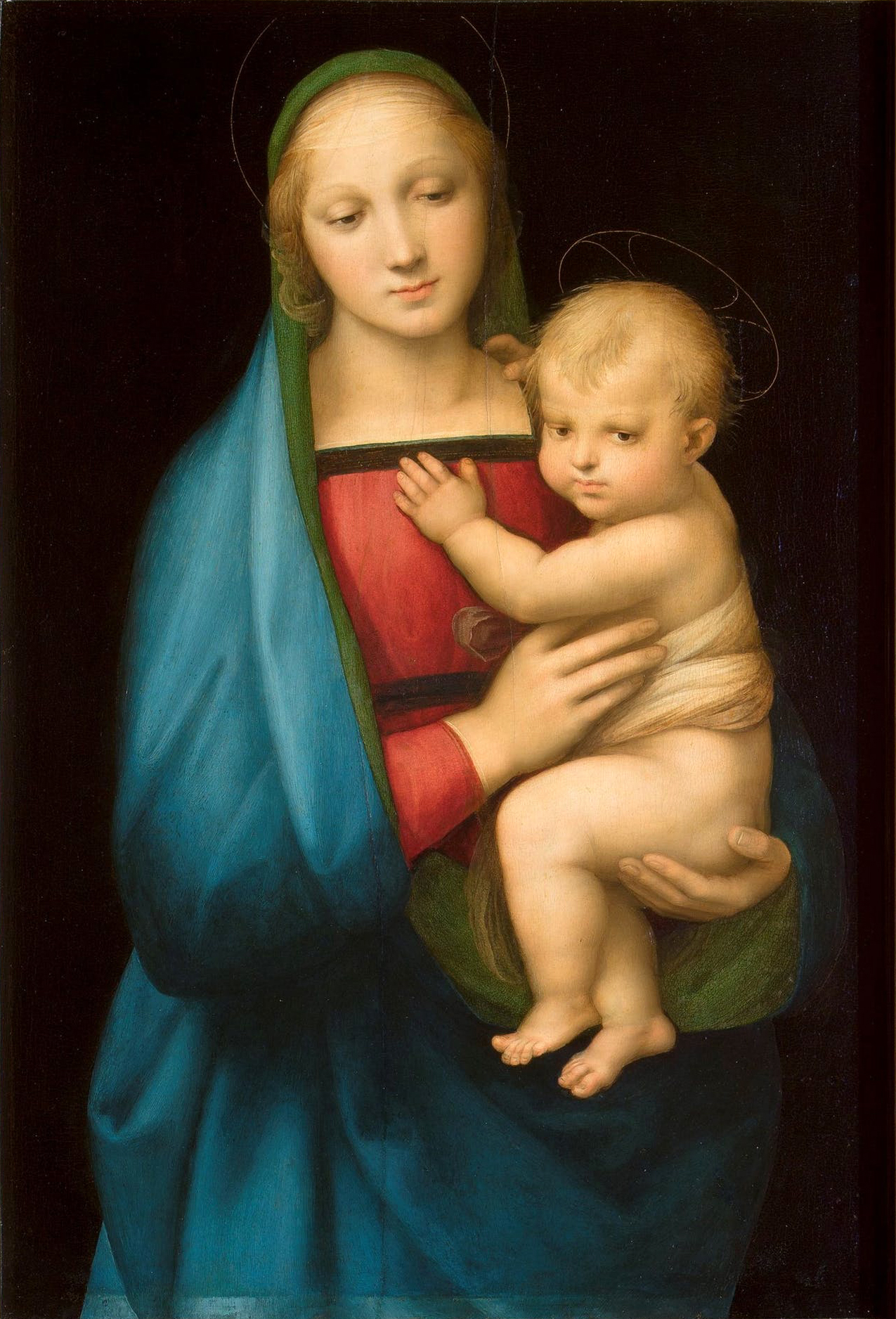
Madonna dell Granduca, pintura sobre la Verge Maria de Raffaello Sanzio.

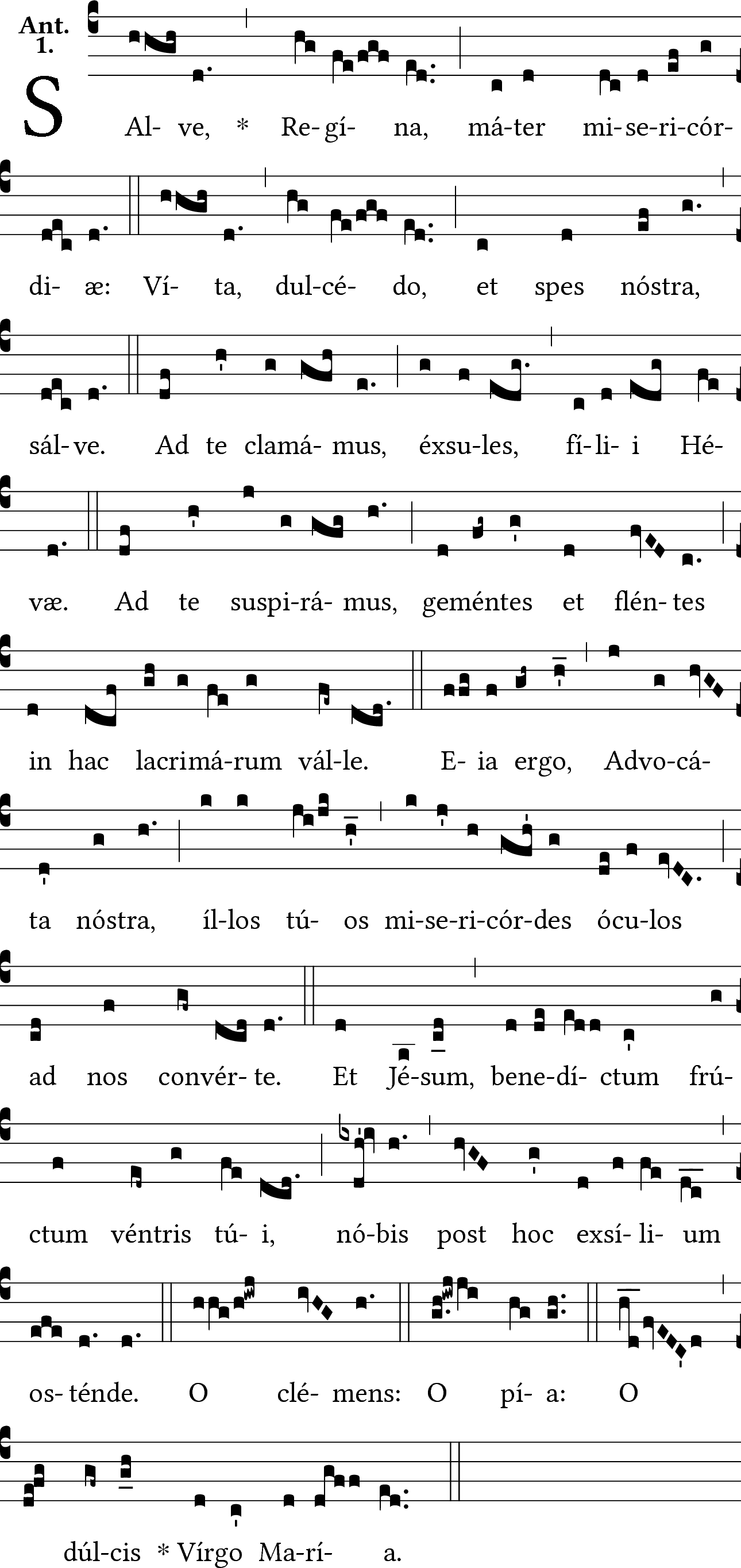
Partitura del "Salve Regina".

La "Salve Regina" és una de les quatre antífones dedicades a la Verge Maria.
En el calendari litúrgic de les esglésies d'Occident es canta fins després del primer diumenge de l'Advent.
Aquesta obra va ser composta durant l'edat mitjana en llatí i se n'han fet diverses traduccions.

## Text llatí
| « | Salve, Regina, Mater misericordiae, vita, dulcedo, et spes nostra, salve. ad te clamamus exsules filii Hevae, ad te suspiramus, gementes et flentes in hac lacrimarum valle. Eia, ergo, advocata nostra, illos tuos misericordes oculos ad nos converte; et Jesum, benedictum fructum ventris tui, nobis post hoc exsilium ostende. O clemens, O pia, O dulcis Virgo Maria. | » |

En algunes formes s'afegeix:
| « | : Ora pro nobis sancta Dei Genetrix. Ut digni efficiamur promissionibus Christi. Oremus. Omnipotens sempiterne Deus, qui gloriosae Virginis Matris Mariae corpus et animam, ut dignum Filii tui habitaculum effici mereretur, Spiritu Sancto cooperante praeparasti: da, ut cujus commemoratione laetamur; ejus pia intercessione, ab instantibus malis, et a morte perpetua liberemur. Per eundem Christum Dominum nostrum. Amen. | » |

## Traducció
Déu vos salve, Reina i Mare de misericòrdia,

vida, dolcesa i esperança nostra. Déu vos salve.

a vós cridem els desterrats fills d’Eva;

a vós sospirem, gemint i plorant aquesta vall de llàgrimes.

Ara, doncs, advocada nostra,

eixos ulls vostres, tan misericordiosos,

gireu-los envers nosaltres;

i després d’aquest exili,

mostreu-nos Jesús, fruit beneït del vostre sant ventre.

Oh clementíssima, Oh pietosa,

Oh dolça sempre Verge Maria!

Pregueu per nosaltres, santa Mare de Déu,

perquè siguem dignes de les promeses del nostre Senyor Jesucrist. Amén.

## Resum històric
La seva autoria ha estat atribuïda a Sant Anselm de Lucca (?-1080), a Sant Bernat de Claravall, a Ademar de Montelh (?-1098) bisbe de Puy-en-Velay (Podium en terminologia medieval) i a Pedro de Mezonzo (Petrus de Monsoro) (?-1002), bisbe de Santiago de Compostel·la, però sobretot a Hermann de Reichenau (1013-1054). La seva difusió va tenir lloc a partir del monestir de Cluny on el seu ús està documentat cap al 1135, i a través dels monestirs del Cister, primer cap als altres ordes monàstics i després cap als ordes mendicants, ja al segle xiii. El 1565 el Papa Pius V la introduí al breviari romà.

## La música
Històricament s'ha cantat amb una melodia gregoriana escrita en primer to de caràcter neumàtic, tot i que també hi ha una altra melodia, igualment gregoriana, de tipus sil·làbic, i en cinquè to.
A partir d'aquell moment, molts compositors han compost música polifònica o concertant sobre aquest text amb combinacions molt diverses de veus i instruments i en els estils més diversos. Durant el segle xvi moltes composicions van emprar la tècnica del cantus firmus partint de la mateixa melodia gregoriana. A partir del segle xvii és tractada, majoritàriament, en forma de cantata, és a dir, fragmentant el text en passatges musicals de factura diversificada i sovint contrastant.
La seva estructura en forma de versets ha permès, també, algunes interpretacions especials. Una d'elles, freqüent a partir del segle xvii era la de substituir un de cada dos versets per una breu composició d'orgue. L'altra és l'anomenada salve montserratina que inventà Jacint Boada i que es canta cada dia a Montserrat al final de les vespres: els versets senars es canten amb la melodia gregoriana i els parells en polifonia, a càrrec de l'escolania. A més, la mateixa escolania, cada dia, a la una del migdia, canta la salve, aquesta tota ella polifònica.